# Ханін Ібрагім
Ханін Ібрагім (порт. Haneen Ibrahim, 29 червня 2000) — бразильська плавчиня.
Учасниця Олімпійських Ігор 2016 року.